# Forțele armate ale Republicii Moldova
Forțele armate ale Republicii Moldova sunt compuse din următoarele ramuri:
- Armata Națională
  - Forțele Aeriene
  - Forțele Terestre
- Trupele de carabinieri.

Până în 2012 de Forțele armate ale Republicii Moldova aparțineau și Trupele de Grăniceri ale Republicii Moldova.
Forțele sistemului național de apărare al Republicii Moldova sunt constituite pe principiul suficienței defensive. În caz de agresiune armată a cărei amploare depășește capacitatea combativă a forțelor sistemului național de apărare se vor angaja toate resursele umane și materiale disponibile pentru respingerea acesteia. Completarea cu efectiv a forțelor destinate apărării naționale se efectuează conform principiului mixt în baza obligațiunii militare și a încadrării benevole prin contract. În scopul completării forțelor destinate apărării naționale, conform planului de mobilizare a Forțelor Armate, creării rezervei și compensării pierderilor probabile pe timp de război, se pregătește rezerva Forțelor Armate.

## Generalități
Conform articolului 11, punctul 1, din Constituția Republicii Moldova, Republica Moldova este un stat neutru, acest statut având un caracter permanent, de asemenea „nu se admite dislocarea de trupe militare ale altor state pe teritoriul său”. În țară este valabil serviciul militar obligatoriu, conform căruia toți tinerii ce au atins vârsta de 18 ani sunt înrolați în cadrul armatei, excepții fiind pentru studenți sau cazuri speciale de boală, situație familială grea, convingeri personale sau religioase. 
În prezent durata satisfacerii serviciului militar în termen este de 12 luni. Alternativ, populația, în special studenții pot petrece pregătirea militară la catedre militare.
Președintele Republicii Moldova este Comandantul Suprem al Forțelor Armate și poartă răspundere pentru starea sistemului național de apărare.

## Istorie

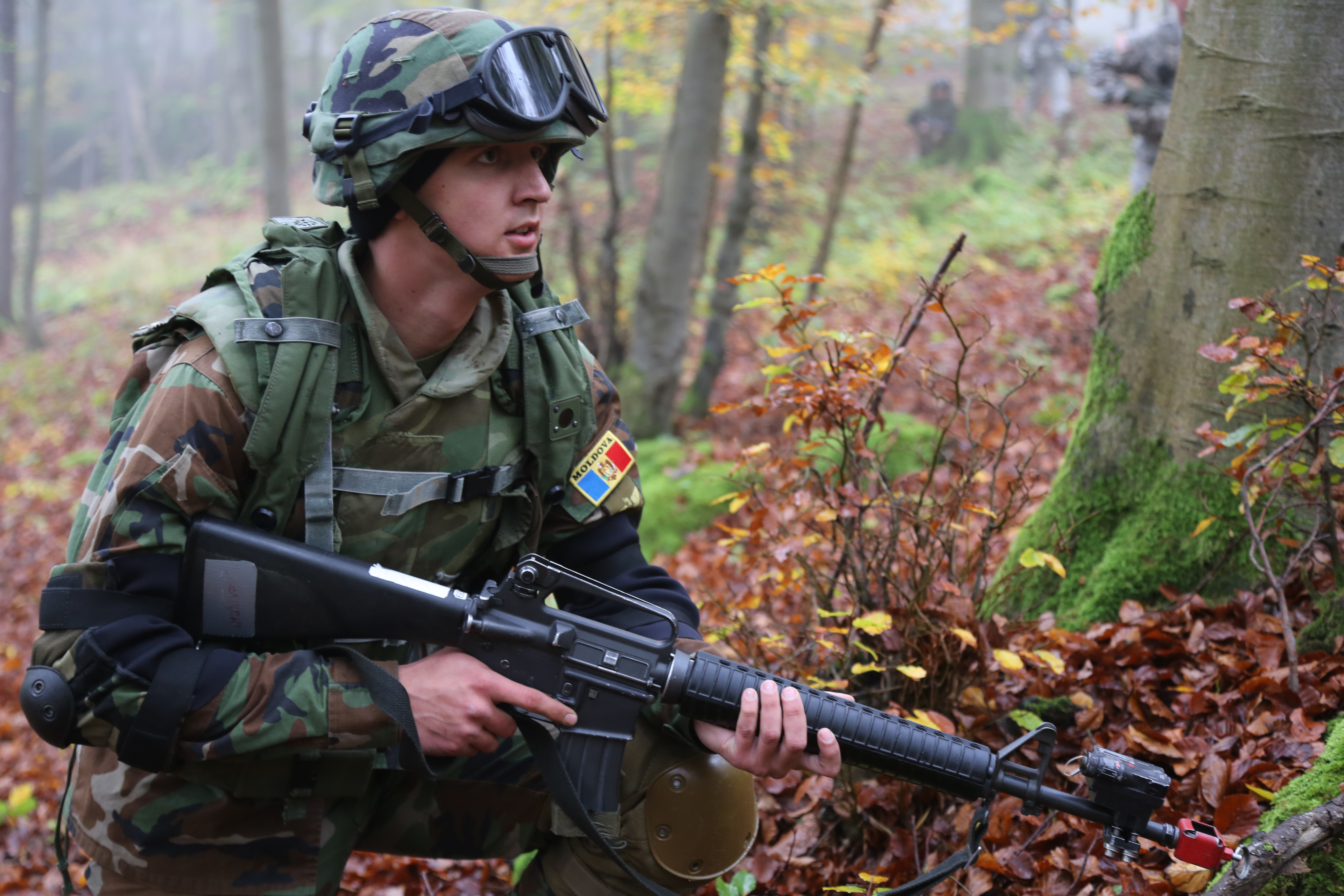
Armata Națională

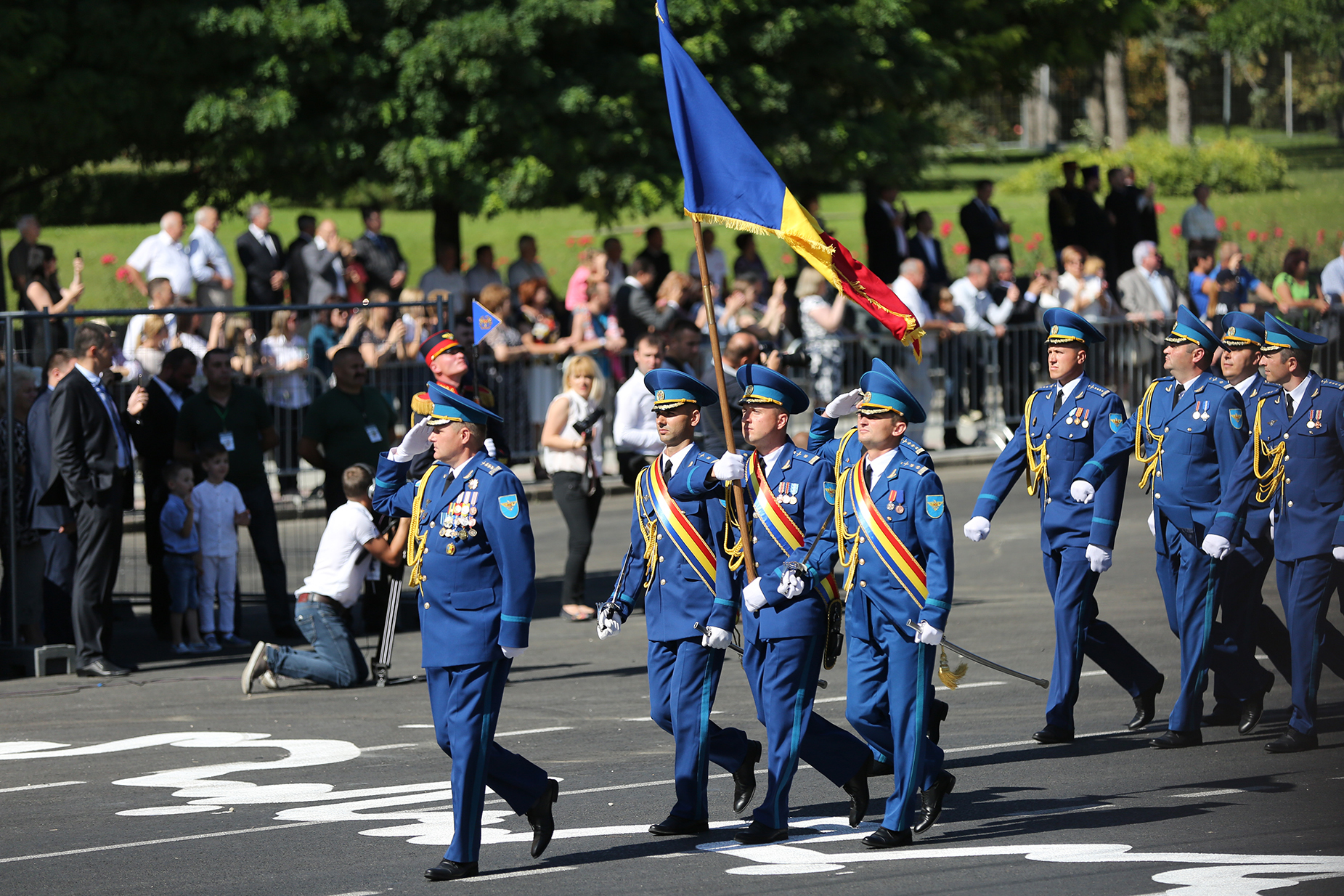
Forțele Aeriene

La 16 martie 1994 Republica Moldova și NATO au semnat Parteneriatul pentru Pace. În prezent armata Republicii Moldova are un program de colaborare cu forțele NATO, adesea efectuând exerciții militare și traininguri comune. Pe plan internațional armata RM nu s-a remarcat în acțiuni militare, însă a participat la operațiunile post-conflict din Irak în anii 2003-2008, delegând în Irak șase contingente de militari, în mare parte geniști. În total, geniștii moldoveni au lichidat în Irak circa 400 mii mine, obuze, și alte muniții.
În 2013, ministrul apărării al Republicii Moldova de atunci, Vitalie Marinuța, a convenit cu reprezenanții NATO să delege din partea Moldovei un grup de militari cu scop de menținere a păcii în Kosovo. Astfel, la 8 martie 2014 un contingent de 41 militari moldoveni au plecat în Kosovo cu o navă militară americană tip C-130 Hercules: dintre aceștia fac parte un pluton de infanterie ușoară, din 33 de militari, care va avea misiunea de securitate și pază a obiectelor militare și de patrulare și o echipă de geniu, compusă din 7 militari, care va participa la reconstruirea și deplantarea minelor. Din echipa moldovenească face parte și un ofițer de stat-major.

## Buget
| An   | Organele de conducere și asigurare logistică | Forțe terestre | Forțe aeriene | Participare la operațiuni de menținere a păcii (inclusiv în Transnistria) | Alte    | Total (mln. lei) |
| ---- | -------------------------------------------- | -------------- | ------------- | ------------------------------------------------------------------------- | ------- | ---------------- |
| 2009 | 140.921                                      | 83.357         | 19.480        | 6.995                                                                     | –       | ▬250.954         |
| 2010 | 110.320                                      | 74.159         | 17.118        | 3.547                                                                     | –       | ▼205.145         |
| 2011 | 122.439                                      | 72.596         | 24.108        | 4.734                                                                     | –       | ▲223.880         |
| 2012 | 131.889                                      | 84.933         | 26.665        | 6.166                                                                     | –       | ▲249.654         |
| 2013 | 178.069                                      | 90.243         | 26.139        | 8.943                                                                     | –       | ▲303.395         |
| 2014 | 194.335                                      | 129.368        | 28.629        | 20.461                                                                    | –       | ▲372.793         |
| 2015 | 192.512                                      | 151.420        | 34.447        | 30.244                                                                    | –       | ▲408.623         |
| 2016 | 314.575                                      | 163.178        | 35.524        | 24.999                                                                    | –       | ▲538.276         |
| 2017 | 274.388                                      | 203.132        | 47.234        | 29.121                                                                    | –       | ▲553.875         |
| 2018 | 324.570                                      | 212.971        | 44.217        | 34.663                                                                    | –       | ▲616.421         |
| 2019 | 242.442                                      | 346.263        | ←             | 46.163                                                                    | 112.096 | ▲746.964         |
| 2020 | 232.420                                      | 373.907        | ←             | 42.188                                                                    | 121.372 | ▲769.887         |
| 2021 | 396.390                                      | 343.878        | ←             | 37.073                                                                    | 137.111 | ▲914.452         |
| 2022 | 355.899                                      | 369.976        | ←             | 30.511                                                                    | 145.444 | ▼901.830         |
| 2023 | 1.024.621                                    | 459.525        | ←             | 39.214                                                                    | 173.800 | ▲1697.16         |
| 2024 | 1.289.263                                    | 450.217        | ←             | 47.521                                                                    | 181.020 | ▲1968.02         |

## Echipamentul militar
Echipamentul militar de care dispune Armata Națională a Republicii Moldova este în mare parte de producție sovietică.
Forțele Aeriene ale Republicii Moldova dispun de următoarele aeronave:
| Aeronavă                     | Origine                      | Tip                          | Variante                                | În serviciu                  | Note                         |                              |
| Avioane de transport militar | Avioane de transport militar | Avioane de transport militar | Avioane de transport militar            | Avioane de transport militar | Avioane de transport militar | Avioane de transport militar |
| ---------------------------- | ---------------------------- | ---------------------------- | --------------------------------------- | ---------------------------- | ---------------------------- | ---------------------------- |
| AN-12                        | Polonia                      | Transport militar            | AN-12T                                  |                              | Operaționale                 |                              |
| AN-24                        | Uniunea Sovietică            | Transport militar            | AN-24RV                                 |                              | Operațional                  |                              |
| AN-26                        | Uniunea Sovietică            | Transport militar            | AN-26                                   |                              | Operațional                  |                              |
| AN-72                        | Uniunea Sovietică            | Transport militar            | AN-72                                   |                              | Operaționale                 |                              |
| Avioane de antrenament       |                              |                              |                                         |                              |                              |                              |
| PZL-104                      | Polonia                      | Antrenament                  | PZL-104                                 |                              | Operaționale                 |                              |
| Mil Mi-8                     | Uniunea Sovietică            | Elicopter de transport       | Mi-8MTV-1 și MI-8PS (transport VIP-uri) |                              | Operaționale                 |                              |

## Gradele militare

Soldat
Caporal
Sergent inferior
Sergent
Sergent major
Plutonier
Plutonier major
Plutonier adjutant

Locotenent
Locotenent-major
Capitan
Maior
Locotenent colonel
Colonel
General de Brigadă
General de Divizie
General de Corp de Armată

Soldat
Caporal
Sergent inferior
Sergent
Sergent major
Plutonier
Plutonier major
Plutonier adjutant

Locotenent
Locotenent-major
Capitan
Maior
Locotenent colonel
Colonel
General de Brigadă
General de Divizie
General de Corp de Armată